# Dhea Annisa
Dhea Annisa (anteriormente conocida como Dhea Imut), cuyo nombre verdadero es Claudia Anissa (nacida en Yakarta, el 28 de febrero de 1996) es una actriz y cantante indonesia. Su carrera en el mundo del espectáculo, comenzó a la edad de 2 años. En ese momento, ella fue protagonista de un anuncio publicitario de pañales para bebés. Ella es hija de Indra Kusuma y Masayu Chairani. Su familia procede de la provincia de Palembang, de Sumatra Meridional.
Su carrera artística comenzó, tras participar en una telenovela titulada "Panji Manusia Millenium" (Bandera Humana del Milenio). Su nombre se hizo muy conocido después de protagonizar la telenovela "Bidadari 3" (Ángel 3). Entre las otras telenovelas que protagonizó, se destacan Tangisan Anak Tiri (El llanto del hijastro), Kehormatan (Honor), Penjaga Hati (Guardia del Corazón), Mutiara (Perla), Hamba-Hamba Allah (Siervos de Dios) y Pacarku Seorang Pelari (Mi novio: un corredor).

## Telenovelas
- Kabulkan Doaku
- The Matrix 2
- Senyuman Ananda (2005 – 2006) como Tuti
- Bidadari 2 dan 3 como Putri
- Panji Manusia Millenium (1999 – 2001) como Dea
- Tangisan Anak Tiri (2004 – 2005)
- Kehormatan (2000 – 2004)
- Pacarku Seorang Pelari
- Penjaga Hati
- Mutiara (2007 – 2008) como Mutia/Tiara
- Hamba-Hamba Allah (2008)
- Rindu Milik Rangga (2009) como Rindu
- Inayah
- Khadijah dan Khalifah (2009)
- Pintu Surga
- Aliya (2011 – 2012) como Aliya
- Aku Bukan Anak Haram
- Stereo (2015) como Nanda

## Películas
- Malam Seribu Bulan (2013) como Aisyah
- Tak Kemal Maka Tak Sayang (2014) como Dhea
- Gila Jiwa the Movie (2016)
- Ghost Diary (2016) como Marsha
- Bintang di Langit Belitong (2016) como Dinda